# Буково (Благоєвградська область)
Бу́ково (болг. Буково) — село в Благоєвградській області Болгарії. Входить до складу громади Гоце Делчев.

## Населення
За даними перепису населення 2011 року у селі проживали 917 осіб.
Національний склад населення села:
| Національність   | Кількість осіб | Відсоток |
| ---------------- | -------------- | -------- |
| турки            | 788            | 89,9%    |
| болгари          | 81             | 9,2%     |
| не визначились   | 7              | 0,8%     |
| Всього відповіли | 877            |          |

Розподіл населення за віком у 2011 році:
Динаміка населення: